# Biagio Martini
Biagio Martini (Parma, 3 febbraio 1761 – Parma, 26 agosto 1840) è stato un pittore italiano.

## Biografia
Studiò all'Accademia di Belle Arti di Parma sotto la guida di Gaetano Callani e di Pietro Melchiorre Ferrari. Nel 1781 vinse un premio per il disegno di nudo, e nel 1987 un altro premio con il disegno a chiaroscuro Perseo armato da Pallade, Mercurio e Plutone. L'anno successivo dipinse il Diogene, considerato uno dei suoi capolavori (ora nella Galleria nazionale di Parma). Nel 1791 vinse il concorso dell'Accademia borbonica con La morte di Socrate, che gli valse un soggiorno di studio a Roma, da dove mandò a Parma la Natività.
Tornato a Parma, fu nominato professore aggiunto di pittura.  L'Accademia fu chiusa dopo poco tempo per motivi politici, ma dopo la sua riapertura nel 1803 sotto l'Impero francese fu reintegrato nel suo posto di insegnante. Tra i suoi allievi vi furono Giovan Battista Borghesi, Giovanni Tebaldi e Paolo Toschi. Nel periodo 1800-1815 era considerato il miglior pittore parmigiano, i giovani gli dimostravano grande ammirazione, rivolgendogli entusiastiche dedicatorie.
Nel 1816 fu inviato a Milano per ricuperare le opere che dovevano ritornare a Parma, da dove erano state trafugate da Napoleone Bonaparte. La duchessa Maria Luigia lo nominò primo pittore di corte e nel 1840 gli conferì l'onorificenza di cavaliere dell'Ordine Costantiniano di San Giorgio. Sposò la pittrice Costanza Baldrighi, sorella del pittore Giuseppe Baldrighi.

## Opere

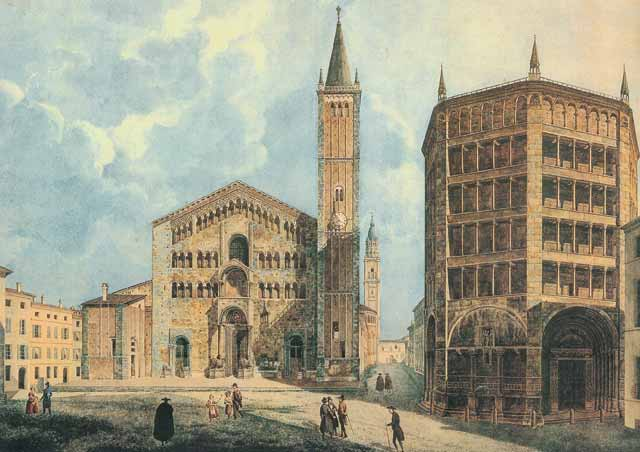
Piazza del Duomo a Parma

Oltre alle già citate, sono da segnalare le seguenti opere:
- Ritratto della figlia vestita di rosso (1795)
- L'Immacolata (1803-1805, nel Duomo di Borgo San Donnino)
- Martirio dei Santi Gervaso e Protaso (1815, nella chiesa dell’Annunziata di Parma)
- Incontro di Carlo V con il papa Paolo III (1827, nella Rocca di Busseto)
- Autoritratto (pastello su carta, Galleria nazionale di Parma)
- Piazza del Duomo a Parma (Parma, Galleria nazionale)
- Deposizione dalla Croce (1840, nella chiesa dei Cappuccini di Borgo Santa Caterina)